# Futiga
Futiga – wieś w Samoa Amerykańskim; na wyspie Tutuila; 723 mieszkańców (2010).